# Shane Walsh
Shane Walsh è un personaggio della serie televisiva The Walking Dead, interpretato da Jon Bernthal. Assieme co-protagonista e antagonista delle prime due stagioni di The Walking Dead, incarna lo spirito dell'indecisione, dell'amore morboso e dell'aggressività.

## Biografia del personaggio

### Fumetto
Shane è un agente di polizia a Cynthiana, Kentucky, ed è il miglior amico del vice-sceriffo della città, Rick Grimes. In un conflitto a fuoco con dei criminali, Rick viene ferito ed entra in coma. Quando i morti iniziano a risorgere Shane accompagna Lori, la moglie di Rick, e suo figlio Carl fino ad Atlanta, dove si dice il governo abbia istituito una zona di sicurezza. Successivamente Shane, Lori e Carl entrano a fare parte di un gruppo di sopravvissuti stabilitosi in un accampamento fuori città, poiché essa si è rivelata completamente infestata dagli zombie. Nonostante ciò Shane è ancora fermamente convinto di restare vicini alla città in quanto prima o poi i soccorsi e l'esercito arriveranno. Durante questo periodo Shane ha una breve storia d'amore con Lori, la quale crede che il marito sia ormai morto.
All'inizio Shane sembra contento quando vede arrivare Rick nel gruppo, ma uno dei compagni avverte Rick, appena tornato, che egli non ne è per niente contento poiché si era innamorato di Lori. Infatti, gradualmente, Shane diventa sempre più geloso di Rick e Lori, tornati insieme. Alla fine, Lori respinge bruscamente le effusioni di Shane e gli dice che la loro breve storia è da considerarsi definitivamente chiusa ora che Rick è tornato. Lori ammette apertamente che la loro relazione è stata un grosso sbaglio, lasciando ferito Shane. La situazione al campo non migliora. Shane inizia a mostrarsi sempre più arrogante e suscettibile, per le più piccole cose. Rick vorrebbe andare via e anche altri del campo ormai ritengono che sia meglio scappare, ma Shane si impunta fermamente, insistendo che i soccorsi presto arriveranno. A causa di questo, una notte degli zombie attaccano il campo e alcuni perdono la vita. Rick accuserà Shane di quello che è successo, ma Shane con arroganza non si ritiene responsabile. Il litigio tra i due alla fine scoppia: accecato dalla rabbia, Shane colpisce con un pugno Rick, e Lori lo graffia sul viso intimandogli di stare lontano da suo marito. Tutti nel campo ormai iniziano ad avere paura di Shane, ritenendolo pericoloso. Shane, furente, si allontana dal gruppo. Rick lo segue per cercare di calmarlo. Shane, ormai fuori controllo, dichiara di essere rimasto solo e che il mondo in cui si trovano gli ha portato via tutto, e Lori era la sola cosa che aveva e che era sicuro che, alla fine, sarebbe tornata da lui. Shane cerca infine di uccidere Rick, dichiarando non sarebbe dovuto sopravvivere e che ormai non può vivere senza Lori.
Carl giunge sulla scena appena in tempo e, prima che Shane spari a Rick, estrae la pistola e colpisce sul collo Shane, ferendolo a morte. Dopo avere seppellito il corpo il gruppo alla fine si allontana e Lori sputa sulla tomba di Shane colma di disprezzo.
Giunti alle prigioni Rick scopre che anche chi non è stato morso da uno zombie ritorna comunque in vita come uno di loro, così prende la moto e torna sul luogo dove è stato seppellito Shane. Dissotterrando la tomba lascia uscire Shane, ormai diventato un morto vivente. Rick di fronte a Shane ammette che quando scoprì che sarebbe tornato come zombie doveva assolutamente ritornare lì, ammettendo con l'ex amico che una volta era una persona buona e altruista, e non riesce a capacitarsi di come si sia trasformato in un simile mostro. Rick spara un colpo in testa a Shane dichiarando con disprezzo che non aveva intenzione di seppellirlo una seconda volta.

### Serie televisiva

#### Prima stagione
Shane Walsh è sceriffo della contea di King. Migliore amico di Rick Grimes sin dai tempi del liceo, talmente amici da essere perfino colleghi nella stessa contea e spesso di pattuglia insieme. Durante un inseguimento, Rick viene colpito alla spalla da un criminale ed entra in coma. Shane appena dopo l'incidente si reca alla scuola elementare di King per dare la notizia a Lori Grimes e a Carl Grimes, rispettivamente la moglie e il figlio di Rick. Qualche giorno dopo, fa visita al suo migliore amico, portandogli dei fiori. All'inizio del contagio, Shane si reca all ospedale dove il suo amico di avventure è ancora in coma. Non sapendo come fare a trasportarlo e non sentendo il battito cardiaco lo barrica nella sala ospedaliera, mettendo una barella davanti alla porta al fine di non fare irrompere gli erranti nella stanza, i quali già avevano invaso l'ospedale. Shane, Lori e Carl scappano dalla città e raggiungono, insieme a molti altri uomini, l'interstatale 81, quando scoprono che ormai la città è perduta: i militari sganciano Napalm sulle strade di Atlanta. In seguito il trio incontra altri sopravvissuti e si dirigono in un accampamento fuori città, fondando un vero e proprio gruppo, denominato "Gruppo di Atlanta". Qui, pensando che l'amico Rick sia deceduto, intraprende una relazione sentimentale con Lori e incomincia a sentire un amore paterno verso Carl. Questa sorta di idea familiare che si è venuta a creare viene distrutta dal ritorno di Rick, che riesce a ritrovare la sua famiglia e il suo miglior amico. Ma l'amore morboso per Lori incrina i rapporti con Rick anche se non in maniera esplicita. Infatti ha l'idea di sparare a Rick, ma la abbandona subito. Con il passare del tempo e dei giorni Shane cerca di dimenticare Lori a causa della forte amicizia e del gran rispetto che egli nutre nei confronti del collega, ma questa continua indecisione lo porta ad avere attimi di follia, come quando Shane, al Centro Controllo Malattie di Atlanta, ubriaco, cerca di violentare Lori, ma lei, fedele al marito, si rifiuta, procurandogli un graffio sul collo.

#### Seconda stagione
Nella seconda stagione il gruppo di sopravvissuti guidato da Rick, abbandonata definitivamente Atlanta poiché insicura, arrivano sull'Interstatale 81 in cerca di un posto sicuro ma si imbattono in una mandria di vaganti, che in quel momento stava attraversando l'Interstatale per spostarsi in altri luoghi. In questa occasione si perde la piccola Sophia (figlia di Carol Peletier, un membro del gruppo). Così il gruppo inizia a cercarla, facendo una sosta in una chiesa, mentre Shane, Rick e Carl continuano le ricerche. Mentre Shane valuta l'ipotesi di andarsene dal gruppo Carl viene colpito da un proiettile sparato da un cacciatore di nome Otis, il quale resosi conto dell'errore commesso, dirige il gruppo alla fattoria di Hershel, un suo amico, precedentemente veterinario al fine di avere delle medicazioni adeguate. Non avendo le cure mediche efficaci, Shane e Otis si offrono volontari nel cercare le medicine situate in un accampamento militare nei paraggi, visto che l'ospedale era infestato da erranti. I due, rivelandosi abili strateghi, riescono ad aggirare l'orda di zombie che infesta il campo e a impossessarsi del kit medico, ma successivamente Shane e Otis sono messi alle strette dagli zombie. Ciò costringe Shane a sparare a Otis e farlo divorare dagli zombie affinché egli stesso potesse scappare incolume e salvare Carl. Tornato alla fattoria Shane mente: sostiene che Otis si è sacrificato per salvare il bambino e per farsi perdonare per l'errore che aveva commesso. Sentendosi cambiato Shane si rasa i capelli e da questo momento in poi degenera, divorato dai sensi di colpa e pervaso dalla follia. Inoltre decide di essere più autoritario e più duro di Rick, che comincia a invidiare. Qualche giorno dopo la guarigione di Carl, Shane tiene un corso per imparare a sparare. Andrea, una donna del gruppo, gli confida di volersene andare con lui, ma Shane, consapevole che non è ancora pronta, decide di istruirla in modo privato, cosa che sfocerà in una storia d'amore, raggiunta al culmine da un rapporto sessuale dopo un'esercitazione. Intanto, alla fattoria si scopre che il fienile dei Green è pieno di vaganti perché Hershel crede che i vaganti siano ancora persone. Considerando ora il luogo pericoloso, Shane non ascolta gli ordini di Rick, e, dopo aver fatto capire con le maniere forti a Herschel che i vaganti non sono più persone, uccide a uno a uno gli zombie nel fienile. Dentro a esso viene ritrovata Sophia, trasformata. Shane comincia anche a litigare con Dale, un uomo saggio e anziano, molto legato ad Andrea. Dale sostiene che Shane sia un uomo cattivo, aggressivo e pericoloso, intimando così più volte ad Andrea di starne lontano. Shane ha un'ennesima discussione con Rick, poiché quest'ultimo ha portato dalla città un ragazzo, Randall Culver, facente parte di una banda rivale al loro gruppo. Poco dopo i due si offrono volontari per liberarlo, portandolo a miglia di distanza. Rick approfitta del viaggio per parlare con Shane e dirgli che Lori gli aveva detto della loro passata relazione e che aveva aggiunto che stava diventando "pericoloso". Mentre stanno liberando Randall, i due capiscono che il ragazzo sa dove sia la fattoria, e che quindi potrebbe dirlo ai suoi compagni. Shane propone di ucciderlo subito per non correre inutili e ulteriori rischi, ma Rick non è d'accordo e pensa che vada riportato alla fattoria. Così tra i due ex-sceriffi nasce una discussione, che sfocia presto in un'azzuffata. I litiganti fanno rumore, e si fanno vedere dagli zombie, facendoli così scappare con Randall. Non volendo mettere in pericolo il gruppo, Shane e Rick decidono di uccidere Randall con un'esecuzione, ma Dale non è d'accordo: viene fatta così una votazione per decidere il suo destino e vince quella sostenuta dai due capi gruppo. Carl, il figlio di Rick arriva da suo padre intimandogli di sparare, e quindi spaventa il padre, che decide di rimandare l'esecuzione, lasciando Shane profondamente contrariato. Intanto Dale, non volendo assistere all'esecuzione si allontana e viene attaccato da uno zombie penetrato nella fattoria e ucciso. Poco tempo dopo Shane, deluso da Rick e ormai folle, libera Randall e lo conduce nel bosco, per poi ucciderlo. Shane attira Rick in un posto isolato per ucciderlo. L'amico, vedendo uno Shane ormai cambiato e irrecuperabile, si difende sferrando una coltellata al suo cuore. Questa azione segnerà di fatto la sua morte tra i pianti di disperazione di Rick. Qualche minuto dopo l'ormai defunto amico rinasce sotto forma di zombie e cerca di mordere Rick alle spalle, ma viene abbattuto da un incredulo Carl, segnando definitivamente la fine di questo personaggio.

#### Terza stagione
Nonostante la morte Shane riappare nell'ottavo episodio della terza stagione, brandendo un fucile in maniera minacciosa. Ciò farà esitare Rick e questo causerà la morte di Oscar (ex-detenuto della prigione). Subito dopo Rick gli sparerà in fronte, capendo che ciò era frutto di un'allucinazione e che l'uomo giacente a terra era un paramilitare di Woodbury.

#### Nona stagione
Shane riappare nel quinto episodio della nona stagione, insieme ad altri vecchi amici deceduti nel corso della serie, come frutto di un’allucinazione di Rick, gravemente ferito e inseguito da un’orda di vaganti. Il protagonista immagina una conversazione con l’amico, il quale lo incita a tirare fuori le ultime forze e salvarsi, come ha fatto tante volte in passato.

## Sviluppo

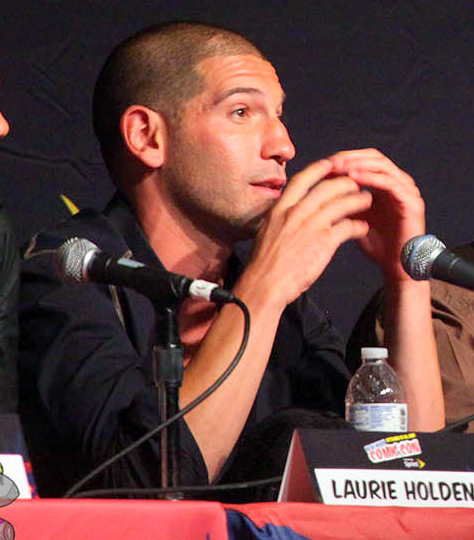
Jon Bernthal a una convention nel 2011.

Il personaggio di Shane Walsh fu creato da Robert Kirkman, autore del fumetto The Walking Dead. Appare per la prima volta nel primo numero della serie pubblicato nell'ottobre 2003, ma il personaggio venne ampiamente approfondito e ampliato in occasione della trasposizione televisiva della serie nel 2010. Come risultato, Shane sopravvive molto più a lungo rispetto al fumetto, e ha un ruolo molto più importante nelle dinamiche della storia. Kirkman descrisse la versione a fumetti di Shane come "una sveltina e via" rispetto alla più complessa dimensione del personaggio nella serie tv. Aggiunse anche di preferire di gran lunga la versione televisiva di Shane e che le differenze tra le due versioni illustrano l'abilità degli sceneggiatori di esplorare e sviluppare elementi del fumetto in modi differenti nello show.
Jon Bernthal interpreta Shane sullo schermo. Bernthal e Andrew Lincoln, scritturato a sua volta come Rick Grimes, protagonista della serie, fecero insieme l'audizione per lo show e furono tra i primi a venire scritturati. Inizialmente Frank Darabont volle provinare anche Bernthal per il ruolo di Rick, ma poi lo ritenne maggiormente adatto come antagonista. Da parte sua, Bernthal volle comunque sempre interpretare Shane fin dall'inizio credendo fortemente nella parte, nonostante sapesse che il personaggio sarebbe morto dopo poco tempo nella serie tv.
Robert Kirkman raccontò come la morte di Shane venne pianificata sin dall'inizio delle riprese della prima puntata dello show: «Frank Darabont voleva far morire Shane alla fine della prima stagione, ma questo prima di sapere che sarebbe durata solo 6 puntate. Quindi fu deciso che la morte di Shane sarebbe avvenuta nella seconda stagione, per poter sviluppare maggiormente il personaggio».
Bernthal diede pubblicamente voce al proprio disappunto quando Darabont, suo amico venne allontanato dalla serie. Questo fatto portò a delle speculazioni giornalistiche che asserivano come Bernthal avesse chiesto agli autori di far morire il suo personaggio a causa dell'estromissione di Darabont, ma Bernthal negò assolutamente il tutto. Kirkman disse di aver amato il personaggio di Shane e l'interpretazione di Bernthal e inoltre disse che odiasse il fatto che lasciasse la serie, anche se era necessario per il proseguimento della storia. La scena della morte di Shane per mano di Rick fu l'ultima a essere girata da Bernthal sul set. Le riprese durarono tutta la notte fino all'alba, e l'intero cast assistette come forma di rispetto verso Bernthal, incluso Jeff DeMunn, che aveva già lasciato la serie poco tempo prima e tornò appositamente da casa per esserci.
Bernthal non seppe fino quasi alla fine delle riprese che avrebbe interpretato anche la sua "versione zombie". Cercò di convincere il direttore esecutivo Greg Nicotero a lasciargli pronunciare la parola "Rick" da zombie, fatto mai successo prima nella serie, ma la richiesta venne respinta. In seguito Bernthal tornò per apparire in un breve cameo durante la terza stagione del programma , sotto forma di allucinazione di Rick. Bernthal aveva appena concluso le riprese del film di Martin Scorsese The Wolf of Wall Street.
Nel recensire la scena della morte di Shane The Atlantic scrisse: "Con Shane fuori dai giochi nel fumetto, Otis non muore fino a un attacco degli zombie molti numeri dopo. E dopo 94 numeri della serie Sophia è ancora viva. (Vista sotto questa luce la serie tv è una sorta di bizzarro mondo alternativo per Shane, un La vita è meravigliosa che si pone la domanda "quanto sarebbero migliori le vite degli altri senza la sua presenza?").

## Caratterizzazione del personaggio
Nel fumetto Kirkman risolve il triangolo amoroso tra Lori, Shane, e Rick molto presto, non dando particolare spessore al personaggio di Shane, ma nella serie televisiva decise invece di approfondire questa tematica. A proposito del suo personaggio nella prima stagione dello show, Bernthal disse: «Amo il modo in cui si rapporta a Rick [...] Amo l'amicizia che c'è tra i due. Adoro gli incredibili dialoghi scritti da Frank [Darabont] nei quali sembra essere un vero amico di Rick e stare davvero dalla sua parte. Ogni volta che si riesce ad avere un personaggio che inizia in una certa maniera e poi si evolve in qualcosa di completamente differente, è la cosa che mi piace di più».
Nella seconda stagione Shane diventa l'antagonista principale e il suo personaggio inizia a essere tratteggiato in maniera più negativa, con toni più oscuri e si scopre il suo risentimento verso Rick Grimes. Il suo atteggiamento deteriora con il proseguimento della serie, trasformandosi da un leader sicuro di sé che tiene in vita il gruppo dei sopravvissuti in un uomo disperato le cui azioni diventano sempre più violente e reazionarie e moralmente ambigue. Tuttavia, Frank Darabont e la produzione della serie non vollero presentare Shane come un vero e proprio "cattivo", dato che ritenevano maggiormente interessante mostrarlo in modo più complesso e reale, con tutte le sue contraddizioni.
Robert Kirkman e Jon Bernthal rifiutarono a priori la classificazione di Shane come "cattivo" in quanto troppo semplicistica, facendo notare come molte delle sue azioni siano a fine di bene anche quando sembrano pericolose o irrazionali. Secondo la loro concezione Shane è principalmente guidato dal desiderio di proteggere gli altri, in particolare Lori e Carl. Shane crede in una maniera più pragmatica di affrontare le situazioni in un mondo infestato dagli zombie, candidandosi come leader naturale per proteggere e mantenere in vita i sopravvissuti del gruppo. Bernthal disse che il personaggio diventa sempre più negativo quando inizia a realizzare di aver perduto la leadership all'interno del gruppo e, nella sua mente, perde l'abilità di proteggere gli altri. Diventa insofferente nei confronti di Rick a causa della frustrazione provata verso di lui poiché lo soppianta come capo. Inoltre Bernthal aggiunse quanto Shane pensi sinceramente di essere migliore di Rick come leader, dato che lo ritiene troppo virtuoso e non abbastanza decisionista per guidare il gruppo in tempo di guerra, e questo sia in contrasto con l'intento principale di sopravvivenza.
Dal personale punto di vista di Shane, anche l'omicidio di Otis può essere interpretato come la cosa giusta da farsi in quella situazione particolare, in quanto rallentandolo, Otis rappresentava un ostacolo per Shane al fine di proteggere gli altri e salvare Carl. Tuttavia, Bernthal ritiene che Shane non sia totalmente privo di scrupoli morali, fatto dimostrato dal suo rimorso per l'uccisione di Otis, cosa che rende il suo personaggio molto più sfaccettato e reale. Bernthal definì Shane "probabilmente il personaggio più emotivo di tutta la serie".
Durante la seconda stagione si rasa i capelli a causa di una ferita, ma il tutto sta in realtà a evidenziare una sorta di trasformazione caratteriale, difatti segna il passaggio da "bravo ragazzo" a "maestro di sopravvivenza".

## Differenze con il fumetto
- Shane muore nel primo volume del fumetto, mentre nella serie televisiva vivrà due stagioni perché la prima stagione durò solo sei episodi e Robert Kirkman volle farlo sopravvivere per permettere una maggiore caratterizzazione.
- Nel fumetto inoltre viene ucciso da Carl da vivo e non da zombie, come invece accade nelle vicende su schermo.